# Post turismo
Con il termine post turismo si intende l'attività tipica del post turista, ovvero del turista della società post moderna.
Il post turismo è cioè l'attività di colui che viaggia per scopo di svago, riposo o istruzione nell'epoca post moderna.
Il post turista è caratterizzato da una maggiore consapevolezza rispetto al turista della società di massa. È quindi in grado di cogliere l'inautenticità delle attrazioni e delle destinazioni turistiche e di sfuggire alle pratiche di controllo sociale messe in atto dall'industria turistica.

## Turista e post turista

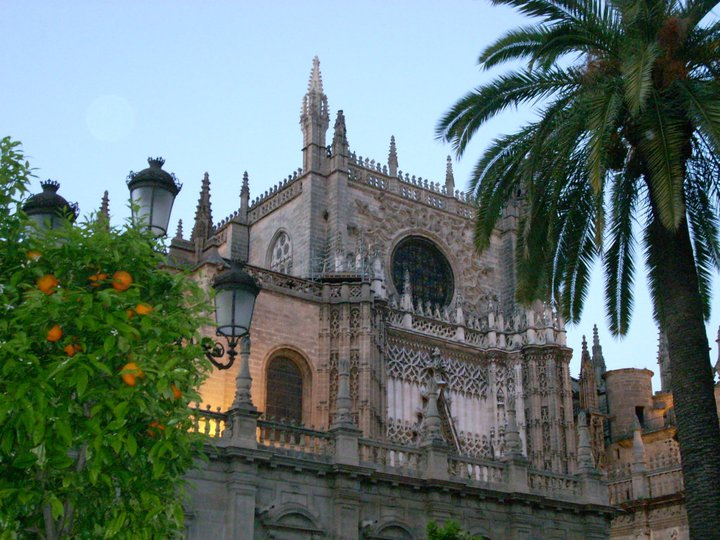
La Cattedrale di Siviglia

La principale differenza tra il turista di massa della società moderna e il post turista della società post moderna è la maggiore consapevolezza del fenomeno turistico che possiede il secondo rispetto al primo.
La figura del turista, sviluppatasi nel XX secolo, viaggia principalmente per motivi di svago e relax verso destinazioni che si differenziano dalla dimora abituale.
In questo tipo di attività, il turista crede di uscire dalla monotonia della routine quotidiana, è convinto di vivere esperienze autentiche e di essere totalmente libero dalle obbligazioni della vita di tutti i giorni.
Il post turista invece, avendo una maggiore consapevolezza della situazione, comprende l'inautenticità delle destinazioni e delle attrazioni. Egli comprende inoltre che la presunta libertà offerta dalla vacanza è in realtà una libertà limitata e dettata dalle esigenze dell'industria del turismo.
Tuttavia, il post turista non è alla ricerca di autenticità né di libertà. La motivazione principale che lo spinge ad intraprendere il viaggio è un semplice desiderio consumista di divertimento. Il post turista è abituato al consumismo della società post moderna e per lui la vacanza è un intrattenimento come un altro, che può essere comprato e consumato come qualsiasi altro prodotto.

## Inautenticità e post turista
In ambito turistico, per inautenticità si intende la caratteristica delle attrazioni e delle destinazioni che sono allestite e appositamente per la soddisfazione immediata del turista. Queste divengono quindi dei veri e propri prodotti, e in quanto tali, facilmente riproducibili dall'industria del turismo e consumabili dai turisti.
Mentre il turista della società di massa si lascia ingannare dall'artificialità delle rappresentazioni, il post turista, in quanto consumatore esperto, coglie l'inautenticità di quello che gli viene offerto. È quindi consapevole della sua scelta di consumare l'attrazione turistica per puro divertimento. Inoltre, il post turista è anche in grado di optare per un'attrazione differente o una destinazione alternativa, se la motivazione che lo porta al viaggio è diversa dal semplice intrattenimento.

### La rappresentazione
Le attrazioni e le destinazioni turistiche sono inautentiche in quanto sono il risultato di un'attività di rappresentazione e manipolazione messa in pratica dall'industria del turismo.
Il processo attraverso il quale un'attrazione diventa tale è chiamato relazione sight-marker. Il sight è appunto il luogo che deve entrare a far parte dell'offerta turistica, mentre il marker è una sorta di indicatore, o etichetta, che agisce su tre livelli: esso fornisce informazioni riguardanti il sight, lo rappresenta e lo rende riconoscibile (e quindi consumabile) come sight in quanto tale.
Ne consegue che ogni attrazione turistica per essere tale deve subire la manipolazione del marker per essere colta come attrazione da parte del turista. Ogni attrazione è quindi una rappresentazione.
Il turista non comprende la relazione sight-marker e crede di assistere ad un'attività autentica. Il post turista è a conoscenza di questo procedimento ed è in grado di scegliere se assistere alla rappresentazione turistica, in quanto considerata puro divertimento, o se cercare autonomamente un'altra attrazione o un'altra destinazione.

## Controllo sociale e post turista

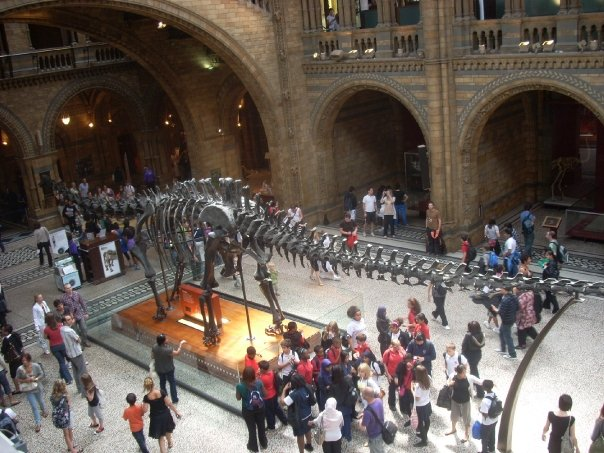
Il Natural History Museum di Londra

Il controllo sociale nel turismo è una pratica che mira a strutturare e uniformare i comportamenti dei turisti attraverso l'utilizzo di norme e procedure standardizzate. La destinazione turistica assume così le caratteristiche di una bolla ambientale, all'interno della quale l'esperienza del turista è ampiamente regolata e strutturata dall'industria del turismo.
Il turista di massa, che è spinto al viaggio da una ricerca di maggiore libertà, viene quindi nuovamente ingannato. Il post turista invece è consapevole di essere sottoposto al controllo sociale dell'industria del turismo, e, anche in questo caso, ha la possibilità di scegliere se seguire le pratiche standardizzate che gli vengono proposte o cercare una destinazione non ancora sottoposta a questo tipo di uniformazione.

### Le ragioni del controllo sociale
Il controllo sociale nel turismo esiste per garantire una certa sicurezza ai turisti. Colui che viaggia, infatti, è inevitabilmente assalito da paure riguardanti il problema dell'altro, sia esso un luogo, un popolo, un cibo.
Ma in una bolla ambientale, dove ogni cosa è controllata e regolamentata, non esiste la possibilità di un reale incontro con l'altro e il turista può godersi la vacanza libero da preoccupazioni.
Il post turista, invece, ha ancora una volta la maggiore libertà di poter decidere se trascorrere la vacanza nel riparo offerto dal villaggio turistico, o se invece intraprendere una tipologia di viaggio differente, più rischiosa ma al tempo stesso più libera ed autonoma.